# 51823 Rickhusband
51823 Rickhusband è un asteroide della fascia principale. Scoperto nel 2001, presenta un'orbita caratterizzata da un semiasse maggiore pari a 3,1441392 au e da un'eccentricità di 0,2182507, inclinata di 11,55583° rispetto all'eclittica.
L'asteroide è dedicato all'astronauta statunitense Rick Husband, comandante della missione STS-107 tragicamente conclusasi con il disastro dello Space Shuttle Columbia. Agli altri menmbri dell'equipaggio sono stati dedicati gli asteroidi 51824 Mikeanderson, 51825 Davidbrown, 51826 Kalpanachawla, 51827 Laurelclark, 51828 Ilanramon e 51829 Williemccool.